# Dave Bickles
Dave Bickles (West Ham, 6 aprile 1944 – Havering, 1º novembre 1999) è stato un allenatore di calcio e calciatore inglese, di ruolo difensore.

## Carriera
Dopo aver giocato nelle giovanili del West Ham Utd, esordisce in prima squadra nella stagione 1963-1964. In particolare, il suo esordio tra i professionisti avviene il 14 settembre 1963 in una vittoria per 2-1 ad Anfield contro il Liverpool.
In questa stagione, in cui il club vince la FA Cup, Bickles gioca 2 partite in campionato ed una partita in Coppa di Lega. L'anno seguente gli Hammers vincono sia il Charity Shield che la Coppa delle Coppe: Bickles in questa stagione gioca ulteriori 2 partite di campionato; nella stagione 1965-1966 e nella stagione 1966-1967 gioca con maggior continuità (13 ed 8 presenze in campionato, più 2 presenze in FA Cup), senza comunque mai ottenere stabilmente un posto da titolare. Nell'estate dell 1967 dopo complessive 28 partite ufficiali (25 delle quali in prima divisione) lascia il West Ham.
Trascorre l'intera stagione 1967-1968 al Crystal Palace, club di seconda divisione: a causa di un grave infortunio ad una spalla non viene però mai impiegato, ed a fine stagione lascia il club: passa infatti al Colchester Utd, club di Fourth Division, dove in 2 stagioni gioca 68 partite e segna anche 3 gol (i suoi unici in carriera tra i professionisti).

### Allenatore
Tra il 1970 ed il 1977 è stato giocatore/allenatore ai semiprofessionisti del Romford, in Southern Football League (all'epoca una delle principali leghe non professionistiche inglesi). In seguito ha allenato anche il Collier Row.

## Palmarès

### Giocatore

#### Competizioni nazionali
- Coppa d'Inghilterra: 1

West Ham: 1963-1964
- Community Shield: 1

West Ham: 1964

#### Competizioni internazionali
- Coppa delle Coppe: 1

West Ham: 1964-1965